# Andrei Petróvitx Kisseliov
Andrei Petróvitx Kisseliov (rus: Андрей Петрович Киселёв)  (Mtsensk, 30 de novembre de 1852 (Julià) - Sant Petersburg, 8 de novembre de 1940) (en rus: Андрей Петрович Киселёв, a vegades transliterat Kiselev) va ser un matemàtic rus que va ser molt conegut pels seus llibres de text de matemàtiques per a l'ensenyament secundari.

## Vida i Obra
Kisseliov va fer els estudis secundaris a l'institut de nois d'Oriol destacant per la seva capacitat. Acabats aquests, va entrar a la Universitat de Sant Petersburg, on va tenir destacats professors de matemàtiques, com Pafnuti Txebixov entre d'altres. A partir de 1876 va començar a donar classes de matemàtiques, mecànica i dibuix tècnic a l'escola reial de Vorónej (un institut de secundària), on va romandre la major part de la seva vida docent, si s'exceptuen uns breus períodes a Kursk i a Khàrkiv. El 1892 va passar a ser professor del cos de cadets de Vorónej, càrrec en què es va jubilar el 1901.
Kisseliov és conegut per ser l'autor de diferents llibres de text per l'ensenyament de les atemàtiques a secundària: Curs sistemàtic d'aritmètica (1884), Àlgebra elemental (1888) o Geometria elemental (1892) i altres menys difosos. Aquest darrer va ser utilitzat a les escoles russes fins a la dècada de 1970. Després de la Revolució de 1917, aquest text es va convertir en l'únic llibre de geometria de les escoles de la Unió Soviètica.